# Isla Libertad (Malvinas)
La isla Libertad (en inglés: Ruggles Island) es una de las islas Malvinas. Se localiza junto a la isla Soledad (cerca de su extremo más occidental), en el estrecho de San Carlos. Al este se encuentra la bahía Libertad, que toma el nombre de la isla. Al sur se ubica la  isla Águila y al oeste la isla Calista.